# József Batthyány
József kardinál Batthyány, hrabě z Németújváru (maďarsky Németújvári Batthyány József, slovensky Jozef Baťán z Németújváru, 30. ledna 1727, Vídeň — 23. října 1799, Prešpurk) byl uherský římskokatolický kněz, biskup a kardinál, kníže-primas uherský. Pocházel z uherského šlechtického rodu Batthyányů.
Byl odpůrcem církevních reforem Josefa II. a organizátorem uherské konzervativní opozice. Podporoval hudbu, literaturu a stavebnictví, dal postavit například Primaciální palác v Bratislavě.

## Životopis
Teologii studoval v Trnavě. Od roku 1751 působil jako kněz, od roku 1752 jako ostřihomský kanovník, od roku 1755 bratislavský probošt.
V roce 1759 byl jmenován sedmihradským biskupem, od roku 1760 (1766?) kaločským arcibiskupem. V roce 1776 se stal arcibiskupem ostřihomským a uherským primasem, a v roce 1778 kardinálem.
Pohřben je v bratislavské katedrále sv. Martina.